# 萬正色
萬正色（1637年—1691年），字惟高，號中庵，福建晉江潯美人，祖籍江西南城。清朝軍事人物，曾任福建水師提督、雲南陸路提督。

## 生平
萬正色年輕時以黃姓從軍，後來有功，授職屯嵫陽田，升為興安遊擊。後來又因為軍功陸續升為參將、總兵。三藩之亂期間，萬正色因陳水陸戰守機宜，晉太子少保，成為福建水師提督。康熙十九年（1680年），萬正色與福建巡撫吳興祚合作，攻破控制福建沿岸的明鄭軍隊。
康熙二十年（1681年），萬正色改任雲南提督，但後來因為遭部將詆毀而罷歸。康熙三十年（1691年）逝世。

## 延伸阅读
[在维基数据编辑]
 《清史稿/卷261》，出自趙爾巽《清史稿》